# Agelena canariensis
Agelena canariensis es una especie de araña del género Agelena, familia Agelenidae. Fue descrita científicamente por Lucas en 1838.

## Distribución
Esta especie se encuentra en Canarias, Marruecos y Argelia.